# 贝尔尼库尔
贝尔尼库尔（法語：Bergnicourt，法語發音：[bɛʁɲikuʁ]）是法国大東部大區阿登省的一个市镇，属于勒泰勒区。

## 地理
贝尔尼库尔（49°25'10"N, 4°15'18"E）面积8.16 平方千米，位于法国大東部大區阿登省，该省份为法国北部内陆省份，西接埃纳省，南至马恩省，东临默兹省，北与比利时接壤。
与贝尔尼库尔接壤的市镇（或旧市镇、城区）包括：勒图尔讷河畔勒沙特莱、莱卡耶、梅尼勒莱皮努瓦、塔尼翁。
贝尔尼库尔的时区为UTC+01:00、UTC+02:00（夏令时）。

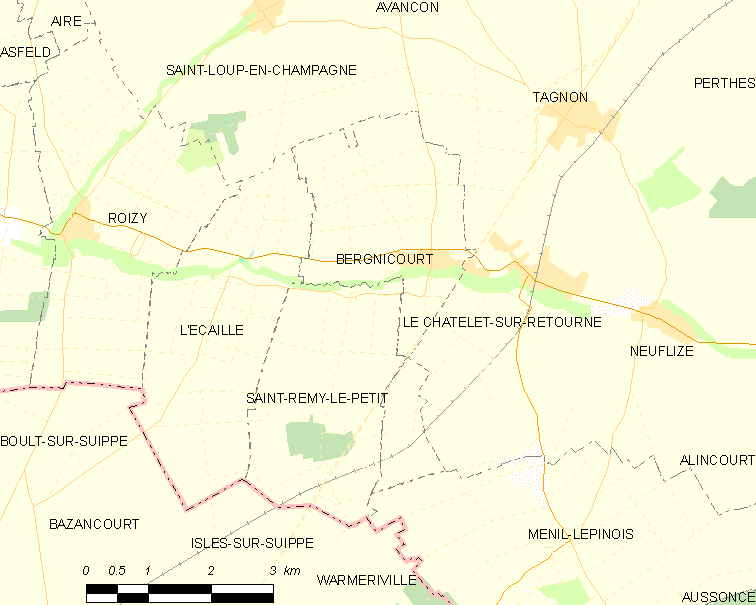
贝尔尼库尔的OSM定位图

## 行政
贝尔尼库尔的邮政编码为08300，INSEE市镇编码为08060。

## 政治
贝尔尼库尔所属的省级选区为波尔西安堡县。

## 人口

1962-2008年间贝尔尼库尔人口变化图示

贝尔尼库尔于2022年1月1日时的人口数量为296人。